# Freon
Freon je zbirno ime za više vrsta plinova koji su se upotrebljavali ili se upotrebljavaju u rashladnim strojevima. Iako pogrešno, to ime se počelo upotrebljavati za skoro sve vrste rashladnih medija, bez obzira na kemijski sastav, pa se tako došlo i do apsurdne situacije da se freonom nazovu i neki plinovi poput ugljikovodika: metana, etana, propana,...

## Općenito o freonu
Freoni su fluorovi i klorovi derivati metana i etana, plinovi iz porodice haloalkana, koji se koriste u rashladnoj tehnici kao rashladni medij. Kratice za najvažnije tipove freona su CFC (en. prva slova za klor - fluor - ugljik) ili HCFC (vodik - klor - fluor - ugljik). Najpoznatiji freoni su R-12 i R-22 koji su bili najvažniji u proizvodnji rashladnih uređaja. Freoni su netopljivi u vodi, a prodiru visoko u stratosferu jer su inertni u kemijskim reakcijama.

### Svojstva
Freon je nezapaljiv plin bez boje, mirisa i okusa i nije otrovan. To je dokazao Thomas Midgley udišući taj plin i ispuhujući ga u otvoreni plamen svijeće. Za svoju svrhu, plin je ispunio sva očekivanja, a primjenu nije morao ni tražiti jer je primjena našla njega.
Do 1935 godine, pet godina od otkrića Freona, prodano je preko 8 milijuna hladnjaka. 
Nekoliko desetljeća nakon otkrića freona, otkrilo se koliko je on zapravo štetan za cijeli život na Zemlji, a to je znao u samom početku njegov izumitelj - Thomas Midgley.
Lako gorivo – 'Leaded gasoline', jedan od najvećih zagađivača atmosfere, otkrio je isti izumitelj.

### Štetnost
Ozon je altropska modifikacija kisika, nalazi se 15-20 km iznad Zemljine površine i čini sloj koji nas štiti od UV zraka. Bez njega izumro bi sav život na Zemlji. Freon je, kao i ozon, rjeđi od zraka što znači da će se u atmosferu popesti do ozona, tamo ostati i reagirati.
Nakon što se jedna molekula freona, npr. CCl3F(g) popne do ozonskog sloja, bit će izložena UV zrakama što će dovesti do raspadanja molekule na CCl2F(g) + Cl(g). Dalje će te raspadnute molekule reagirati direktno s ozonom Cl(g) + O3(g) --> ClO(g) + O2(g), 
ClO(g) + O(g) --> O2(g) + Cl(g)
Iz ovoga se može zaključiti da jedna molekula freona može uništiti puno molekula ozona. 	Mjerenjima je ustanovljena činjenica da jedna molekula freona u atmosferi ostaje 50 do 100 godina što nas dovodi do zaključka da ćemo posljedice trpiti još dugo.
Jedino dugoročno rješenje problema je istiskivanje freona iz upotrebe, tj. pronalazak ili korištenje postojećih alterntiva.

## Povijest
Hladnjaci koji su postojali do tridesetih godina dvadesetog stoljeća, kao rashladno sredstvo, koristili su otrovne plinove: amonijak (NH3), metilni klorid (CH3Cl) i sumporov dioksid (SO2). Nakon brojnih kobnih nezgoda uzrokovanih curenjem metilnog klorida iz hladnjaka, ljudi su ih se počeli rješavati. Tu su tri poznate svjetske tvrtke vidjele mogućnost za inovaciju i zaradu pa su ujedinile snage usredotočene na otkrivanje manje opasne rashladne metode. Te su se tvrtke zvale Frigidaire, DuPont i General Motors.
1928. godine, Thomas Midgley Ml., pomoćnik Charlesa Franklina Ketteringa izumio je 'čudesnu mješavinu' sastavljenu od nekoliko različitih fluorokloroalkana (CFC) koju je nazvao Freon.

## Vrste
ovisno o svrsi, koriste se različite vrste freona:

### Freon 12
Freon 12 ili R-12 (Diklordifluormetan), kemijske oznake {\displaystyle CCl_{2}F_{2}} je najčešće upotrebljavan plin CFC tipa, i nekada je bio osnovni plin u rashladnim sustavima, ali i kao sredstvo za čišćenje, pogonsko sredstvo u bocama pod tlakom (razni sprejevi). Upotreba freona 12 se zabranila protokolom iz Montreala 1987. godine zbog velikog utjecaja na ozonski omotač. Freoni su se počeli koristiti od 1930. godine.

### Freon 22
Freon 22 ili R-22 (Klordifluormetan) kemijske oznake {\displaystyle CHClF_{2}} je sličan R-12, ali umjesto jednog atoma klora ima atom vodika. Vrlo se često upotrebljavao, a bio je i prva pogodne zamjena za R-12 jer je njegov utjecaj na omotač samo 10% utjecaja R-12. I on je danas izbačen iz uporabe.

## Rasplet
1,1,1,2-Tetrafluoretan, ili R-134a (Genetron 134a, Freon 134a ili HFC-134a), je haloalkansko rashladno sredstvo koje nema utjecaj na ozonski omotač kao prva dva primjera. Kako su mu termodinamičke osobine slične R-12, od 1990 se sve više upotrebljava u rashladnim krugovima. R-134a spada u grupu Haloalkana koji nemaju klora u svom sastavu, nego je klor kompletno zamijenjen atomima vodika. Posljednjih 10 godina, koncentracija R-134a se znatno povećala u zemljinoj atmosferi, s predviđanjima da će se i dalje povećavati. Iako nema utjecaja na uništenje ozonskog omotača, ima znatan utjecaj na globalno zatopljenje kao i utjecaj na pojavu kiselih kiša. 
U zadnje vrijeme se i R-134a zamjenjuje s rashladnim sredstvom s lošijim rashladnim svojstvima, ali bez ikakvih negativnih utjecaja na okoliš. To je R-744 ili obični ugljični dioksid.
Neka predviđanja govore da će u sljedećih 10 godina ozonske rupe biti najveće.
2070. ozon će biti jednak kao 1980., a nakon te godine, ozonska će rupa biti sve manja. No, to je sve vrlo upitno jer se zapravo ne zna je li moguć oporavak ozonskog sloja zbog promjene klime koja nam se već događa.